# Vansbrosimningen

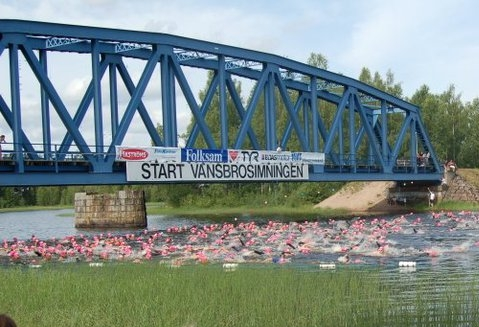
Vansbrosimningen (2010)

Vansbrosimningen ist ein jährlich stattfindender Wettbewerb in Langstreckenschwimmen in Schweden.
Der Schwimmwettbewerb wird seit 1950 in der Vansbro kommun veranstaltet. Die Teilnehmer legen dabei 3000 Meter zurück – davon 2000 im Vanån mit dem Wasserlauf und 1000 Meter im Västerdalälven gegen den Flussstrom.
1972 wurde Vansbrosimningen ein Teil des „schwedischen Klassikers“, der Kombination aus vier Langstreckenwettbewerben in verschiedenen Sportarten in Schweden.

## Geschichte
Das Vansbrosimningen startete damals mit zehn Teilnehmern und wurde noch nicht als Wettbewerb veranstaltet. Ab 1956 wurden mit einem Teilnehmerkreis aus ganz Schweden die Zeiten festgehalten und die Sieger des Schwimmens ermittelt. Die Sieger waren Göran Åberg, (Örebro SS, Zeit 42:34 Minuten) und Elsa By (Falu SS 56:32 Minuten). 1964 erreichte zum ersten und bislang einzigen Mal eine Teilnehmerin die absolute Bestzeit. Margareta Rylander gewann mit einem Vorsprung von zwölf Sekunden vor dem schnellsten Teilnehmer, ihre Zeit war 40:28 Minuten. 1968 gewann mit Erkki Hänninen aus Finnland erstmals ein Ausländer.
Weitere Wettbewerbe während des Vansbrosimningen sind
- ab 1992 das Tjejsimmet (Damen), Distanz 1000 Meter
- ab 1998 das Lilla Vansbrosimningen für Kinder
- ab 2000 das Kortsimmet, Distanz 1000 Meter
- ab 2007 das Halvsimmet

Das Halvsimmet wird für den „Klassikerhalvan“ durchgeführt, bei dem die Teilnehmer die Hälfte der Strecken des schwedischen Klassikers zurücklegen.